# Rue Port-du-Temple
La rue Port-du-Temple, anciennement rue Écorche-Bœuf, est une voie publique du 2e arrondissement de la ville de Lyon, en France.

## Description
La rue Port-du-Temple est située dans le quartier des Célestins, dans le 2e arrondissement de la ville de Lyon. Elle démarre place des Jacobins et se termine quai des Célestins, voies auxquelles elle est perpendiculaire, et est située entre la rue de Savoie et la rue de l'Ancienne-Préfecture, auxquelles elle est parallèle.
Rue exiguë, elle est, contrairement aux autres voies auxquelles elle est parallèle, légèrement courbée, et sa circulation, à sens unique, se fait en sens inverse depuis peu.

## Origine du nom
Cette voie s'est d'abord appelée rue Écorche-Bœuf. Elle prend son nom actuel le 4 août 1854, par délibération municipale.

## Histoire
Entre 2023 et 2024, la rue est réaménagée en zone de rencontre pavée et son sens de circulation est inversé (du quai des Célestins vers la place des Jacobins).